# Мартыново (Ленинградская область)
Мартыново — деревня в Алёховщинском сельском поселении Лодейнопольского района Ленинградской области.

## История
В конце XIX — начале XX века деревня административно относилась к Красноборской волости 2-го стана 2-го земского участка Тихвинского уезда Новгородской губернии.

МАРТЫНОВО — деревня Мартыновского сельского общества, число дворов — 24, число домов — 24, число жителей: 63 м. п., 81 ж. п.; 

Занятие жителей — земледелие. Смежна с погостом Хмелезерским . (1910 год)

С 1917 по 1918 год деревня входила в состав Красноборской волости Тихвинского уезда Новгородской губернии.
С 1918 года в составе Череповецкой губернии.
С августа 1927 года в составе Хмелезерского сельсовета Оятского района. В 1927 году население деревни составляло 152 человека.
Согласно карте Ленинградской области Северо-западного аэрогеодезического треста ГГУ издания 1932 года деревня насчитывала 16 крестьянских дворов.
По данным 1933 года деревня Мартыново входила в состав Хмелезерского сельсовета Оятского района.

Деревня Мартыново на карте РККА 1940 года

С 1955 года в составе Лодейнопольского района.
В 1958 году население деревни составляло 23 человека.
По данным 1966, 1973 и 1990 годов деревня Мартыново также входила в состав Хмелезерского сельсовета.
В 1997 году в деревне Мартыново Тервенической волости не было постоянного населения, в 2002 году — проживали 2 человека (все русские).
В 2007 в 2010 и в 2014 году в деревне Мартыново Алёховщинского СП также не было постоянного населения.

## География
Деревня расположена в юго-восточной части района на автодороге 41К-019 (Явшиницы — Хмелезеро).
Расстояние до административного центра поселения — 42 км.
Расстояние до ближайшей железнодорожной станции Лодейное Поле — 89 км.
К востоку от деревни находится Гладкое болото.

## Демография
| 1910 | 1927 | 1958 | 1997 | 2007 | 2010 | 2014 |
| ---- | ---- | ---- | ---- | ---- | ---- | ---- |
| 144  | ↗152 | ↘23  | ↘0   | →0   | →0   | →0   |
| 2015 | 2016 | 2017 |      |      |      |      |
| →0   | →0   | →0   |      |      |      |      |

Согласно данным Всероссийской переписи населения 2021 года в деревне постоянного населения не было.

## Инфраструктура
На 1 января 2014 года в деревне было зарегистрировано частных жилых домов — 8
На 1 января 2015 года в деревне не было постоянного населения.